# セランゴール州
- スランゴール州
- セランゴール州

セランゴール州あるいはスランゴール州（セランゴールしゅう、スランゴールしゅう、ラテン文字：Selangor、ジャウィ文字：سلاڠور）は、マレーシアの州。
首都クアラルンプールおよびプトラジャヤを取り囲むように位置する。

## 州政府の地域行政区分

セランゴール州の行政区分

1. ゴンバッ郡（英語版）（Daerah Gombak）
2. フル・ランガッ郡（英語版）（Daerah Hulu Langat）
3. フル・セランゴール郡（英語版）（Daerah Hulu Selangor）
4. クラン郡（Daerah Klang）
5. クアラ・ランガット町（英語版）（Daerah Kuala Langat）
6. クアラ・セランゴール郡（Daerah Kuala Selangor）
7. プタリン郡（英語版）（Daerah Petaling）
8. サバッ・ブルナム郡（英語版）（Daerah Sabak Bernam）
9. スパン郡（Daerah Sepang）

## 隣接州
- ペラ州
- パハン州
- ヌグリ・スンビラン州
- クアラルンプール連邦直轄領
- プトラジャヤ連邦直轄領

## 地方自治体
住宅・地方政府省によれば，セランゴール州は12の自治体からなる。
- 特別市
  - シャー・アラム特別市（Majlis Bandaraya Shah Alam）
  - プタリン・ジャヤ特別市（Majlis Bandaraya Petaling Jaya）
  - スバン・ジャヤ特別市（Majlis Bandaraya Subang Jaya）
- 市
  - アンパン・ジャヤ市（Majlis Perbandaran Ampang Jaya）
  - カジャン市（Majlis Perbandaran Kajang）
  - クラン市（Majlis Perbandaran Klang）
  - スラヤン市（Majlis Perbandaran Selayang）
  - スパン市（Majlis Perbandaran Sepang）
  - フル・セランゴール町（Majlis Daerah Hulu Selangor）
  - クアラ・セランゴール町（Majlis Daerah Kuala Selangor）
  - フル・ランガッ町（Majlis Daerah Hulu Langat）
- 町
  - サバッ・ブルナム町（Majlis Daerah Sabak Bernam）

## 経済
金融・サービス業が発達したクアラルンプールに対し、第二次産業を中心とした経済活動が盛んな地域。日系企業も商工業を問わず多く進出している。こういった背景から、マレーシア国内第1位の自動車メーカーであるプロトンや、同じく第2位の自動車メーカーであり、ダイハツ工業との合弁会社であるプロドゥアもセランゴール州に本社を構えている。
首都郊外という立地の良さと、実体経済に支えられた分厚い中流層が多く存在するため、小売業も好調。例えば、イオン系列のショッピングモールとしては東南アジア最大にして世界第3位の規模を誇るイオンブキティンギショッピングセンターもセランゴール州に位置している。
州都（シャー・アラム）では、世界第4番目の大きさを誇るモスク（通称ブルーモスク）を中心とした観光業も盛んである。

## 歴史
- 1874年 - イギリスの支配下に入る。
- 1942年 - 日本軍の支配下に入る。
- 1957年 - マレーシアの独立にともないその1州となる。
- 1974年 - 州都がシャー・アラムに移る。
- 2023年 - スルタン・アブドゥル・アジズ・シャー空港に向かっていた飛行機が空港近隣の高速道路に墜落。乗員・乗客および車両が巻き込まれたことにより10人以上が死亡[3]。

## 交通

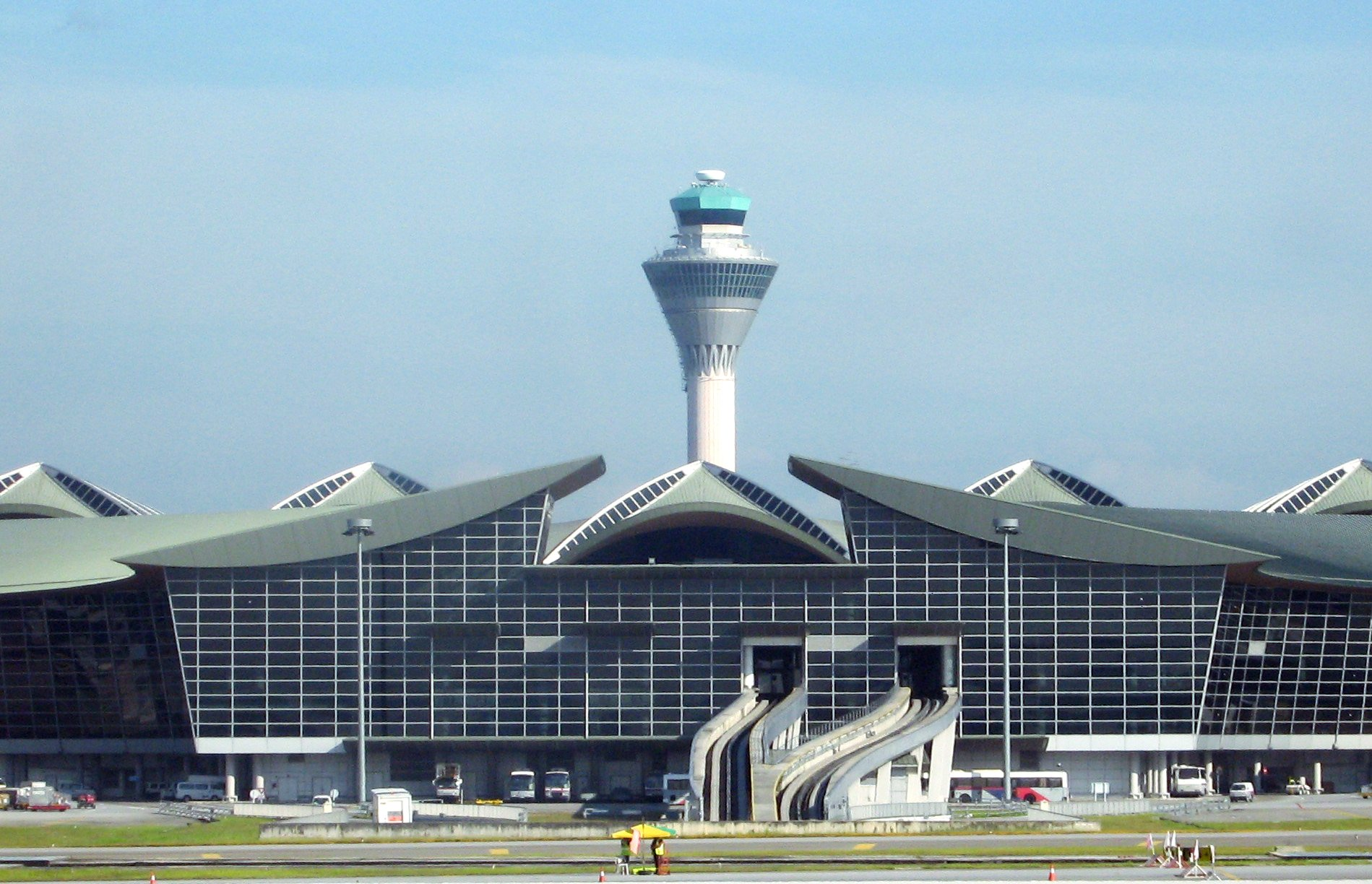
クアラルンプール国際空港

### 鉄道
- マレー鉄道

KTMコミューターにてクアラルンプールやヌグリ・スンビラン州の州都スレンバンと結ばれている。

### バス
州内を網羅している。

### 船舶
- クラン港（Port Klang）

マラッカ海峡に面した場所にあり、マレーシアの貿易上で最重要拠点となっていて世界各地からコンテナ船が集結する。

### 航空
- クアラルンプール国際空港（略称：KLIA）

州南部のセパンにあり、1998年に開港した新しいマレーシアの空の玄関口であり世界中と都市と結ばれている。
- スルタン・アブドゥル・アジズ・シャー空港（通称：SAAS空港）

KLIA開港まで空の玄関口であった。
クアラルンプールとシャー・アラムとの中間に当たるスバン・ジャヤにあり、2019年現在は、主に国内の地方都市路線や、シンガポールなどの近距離の国際線が運行されている。

## その他
- F1マレーシアGPは、セランゴール州のセパンサーキットで開催されていた。
- シャー・アラムにある、スルタン・サラディン・アブドゥル・アジズ・モスク（w:Sultan Salahuddin Abdul Aziz Mosque）は、その荘厳さと美しさで有名。その美しいブルー色にちなみ、ブルー・モスクと呼ばれている。